# Crayon Physics
Crayon Physics er et freeware puzzlespil designed af Petri Purho og udgivet den 1. juni 2007. Spillet går ud på at hjælpe en bold mod et eller flere mål (markeret som stjerne). Spilleren har ikke direkte kontrol over bolden, men kan flytte den ved at tegne figurer med musen. (fx ramper, der får bolden til at rulle fra en platform til en anden). På denne måde er det både en erindring om puzzlespil som Marble Madness og Super Monkey Ball samt Adventurespil som Okami og Magic Pengel.

## The Prototype
Det originale spil var udviklet på et begrænset tidsrum på under en uge vha. gratis materialer under Creative Commons licensen. Den 10. juni 2007 annoncerede Purho på sin blog, at han ville udvikle en Level editor men allerede den 15. juni havde medlemmer af Kloonigames vha. kildekoden selv fundet en løsning på hjemmelavede levels, hvilket resulterede i flere nye levels. Den officielle (men dog stadig primitive) level editor blev udgivet den 30. juni.

## Crayon Physics Deluxe
Den 12. oktober 2007 offentliggjorde Purho at han hemmeligt havde begyndt at udvikle Crayon Physics Deluxe, hvilket vil inkludere en integreret og bedre level editor, flere levels og en modificeret version af physics enginen, hvilket gjorde det muligt for spilleren af tegne andre former for figurer end rektangler. En officiel udgivelsesdato er endnu ikke offentliggjort. Spillet blev i december 2007 nomineret til Seumas McNally grand prize af Independent Games Festival.

## Eksterne links
- Kloonigames' Crayon Physics Deluxe site Den officielle Kloonigames hjemmeside for Crayon Physics Deluxe.

| computerspil | Spire Denne computerspilsrelaterede artikel er en spire som bør udbygges. Du er velkommen til at hjælpe Wikipedia ved at udvide den. |